# Super Bowl VI
Super Bowl VI je bio završna utakmica 52. po redu sezone nacionalne lige američkog nogometa. U njoj su se sastali pobjednici AFC konferencije Miami Dolphinsi i pobjednici NFC konferencije Dallas Cowboysi. Pobijedili su Cowboysi rezultatom 24:3, kojima je to bio prvi osvojeni naslov.
Utakmica je odigrana na Tulane Stadiumu u New Orleansu u Louisiani, kojem je to bilo drugo domaćinstvo Super Bowla (nakon Super Bowla IV 1970. godine).

## Tijek utakmice
| Četvrtina | Vrijeme | Momčad | Informacija o promjeni rezultata                                                  | Rezultat | Rezultat |
| Četvrtina | Vrijeme | Momčad | Informacija o promjeni rezultata                                                  | Dolphins | Cowboys  |
| --------- | ------- | ------ | --------------------------------------------------------------------------------- | -------- | -------- |
| 1         | 1:23    | DAL    | field goal (Clark)                                                                | 0        | 3        |
| 2         | 1:15    | DAL    | touchdown dodavanjem (Staubach-Alworth), uspješan pokušaj za dodatni poen (Clark) | 0        | 10       |
| 2         | 0:04    | MIA    | field goal (Yepremian)                                                            | 3        | 10       |
| 3         | 9:43    | DAL    | touchdown probijanjem (Thomas), uspješan pokušaj za dodatni poen (Clark)          | 3        | 17       |
| 4         | 11:42   | DAL    | touchdown dodavanjem (Staubach-Ditka), uspješan pokušaj za dodatni poen (Clark)   | 3        | 24       |

## Statistika utakmice

### Statistika po momčadima
| Statistika                                                      | Miami Dolphins | Dallas Cowboys |
| --------------------------------------------------------------- | -------------- | -------------- |
| Prvih pokušaja                                                  | 10             | 23             |
| Ukupno osvojenih jardi                                          | 185            | 352            |
| Broj napada probijanjem                                         | 20             | 48             |
| Ukupno jardi osvojenih probijanjem                              | 80             | 252            |
| Broj napada s kompletiranim dodavanjem/ukupno napada dodavanjem | 12/23          | 12/18          |
| Ukupno jardi osvojenih dodavanjem                               | 105            | 100            |
| Izgubljenih lopti                                               | 3              | 1              |
| Prekršaji (izgubljenih jardi)                                   | 0 (0)          | 3 (15)         |
| Vrijeme posjeda lopte (min:s)                                   | 20:48          | 39:12          |

### Statistika po igračima
| Quarterback          | Dodavanja* | Yds** | TD*** | Int**** |
| -------------------- | ---------- | ----- | ----- | ------- |
| Bob Griese (MIA)     | 12/23      | 134   | 0     | 1       |
| Roger Staubach (DAL) | 12/19      | 119   | 2     | 0       |

Napomena: * - broj kompletiranih dodavanja/ukupno dodavanja, ** - ukupno jardi dodavanja, *** - broj touchdownova (polaganja), **** - broj izgubljenih lopti